# Rolf Kasparek
Rolf Kasparek (ur. 1 lipca 1961 w Hamburgu) znany również jako Rock 'n' Rolf – niemiecki muzyk, wokalista, gitarzysta, kompozytor, producent muzyczny i autor tekstów. Najbardziej znany jest jako wokalisto-gitarzysta niemieckiej grupy heavymetalowej Running Wild, której był współzałożycielem.
W 1976 roku założył zespół Granite Hearts, który trzy lata później zmienił nazwę na Running Wild na cześć utworu grupy Judas Priest. Jest głównym kompozytorem i autorem tekstów grupy. Niektóre albumy zostały w całości napisane przez niego z kilkoma wyjątkami. 
W 2009 roku Kasparek ogłosił, że Running Wild kończy działalność. Wtedy wraz z gitarzystą Peterem Jordanem założył hardrockowy zespół Giant X. W 2011 r. reaktywowali Running Wild.